# IBM 801
Der 801 war ein RISC-Mikroprozessor von IBM. Er wurde in den 1970er Jahren entwickelt und in verschiedenen Ausführungen bis in die 1980er hinein verwendet.
Die Entwicklung des 801 begann als reines Forschungsprojekt, geleitet von John Cocke beim Thomas J. Watson Research Center im Gebäude 801. Man suchte nach Wegen, die Performance der existierenden Systeme zu verbessern, und untersuchte dazu Traces von Programmen auf System/370-Großrechnern und den Compilercode. In diesem Projekt entstand die Idee, dass es möglich sei, einen sehr kleinen und sehr schnellen CPU-Kern herzustellen, mit dessen Hilfe man Code für jede Maschine ausführen kann. Man reduzierte hierzu den Befehlssatz auf die wichtigsten und schnellsten Anweisungen.
Das Projekt produzierte das Design im Prototyp einer CPU, die 1980 funktionsfähig war. Man nutzte dazu Motorolas MECL-10K Technologie auf großen Platinen. Die CPU war auf 66 ns cycles (etwa 15,15 MHz) getaktet und konnte damals unglaubliche 15 MIPS bewältigen. Der Prototyp war eine 24-Bit-Implementierung ohne virtuellen Speicher. Die 801-Architektur wurde in verschiedenen IBM Geräten verwendet, darunter channel controllers für die 370-Systeme, sowie wahrscheinlich für den IBM 9370 Mainframe Kern und im IBM RT.
In den frühen 1980er Jahren wurden die Erkenntnisse, die mit dem 801 gewonnen wurden, in das America Project eingebracht. Dieses führte später zur IBM-POWER-Architektur und den RS/6000 Workstations bis Großrechnern.
John Cocke gewann später den Turing Award und die Presidential Medal of Science für seine Arbeit am 801.